# Campeonato Mundial de Esgrima de 1922
O Campeonato Mundial de Esgrima de 1922 foi a 2ª edição do torneio organizado pela Federação Internacional de Esgrima (FIE) de forma não oficial. O evento teve duas provas disputadas em duas sedes. A prova de espada sendo disputada em Paris na França, e a prova de sabre em Ostende na Bélgica. 

## Resultados
Masculino
| Evento            | Ouro                             | Prata                     | Bronze                    |
| Espada individual | Noruega · Raoul Heide            | França · Robert Liottel   | França · Gaston Cornereau |
| Sabre individual  | Países Baixos · Adrianus de Jong | França · Jean Taillandier | Bélgica · Léon Tom        |

## Quadro de medalhas
País sede
| Ordem | País          | Medalha de ouro | Medalha de prata | Medalha de bronze |   |
| ----- | ------------- | --------------- | ---------------- | ----------------- | - |
| 1     | Noruega       | 1               |                  |                   | 1 |
| 2     | Países Baixos | 1               |                  |                   | 1 |
| 3     | França        |                 | 2                | 1                 | 3 |
| 4     | Bélgica       |                 |                  | 1                 | 1 |
| TOTAL | TOTAL         | 2               | 2                | 2                 | 6 |